# Palcat (broń)

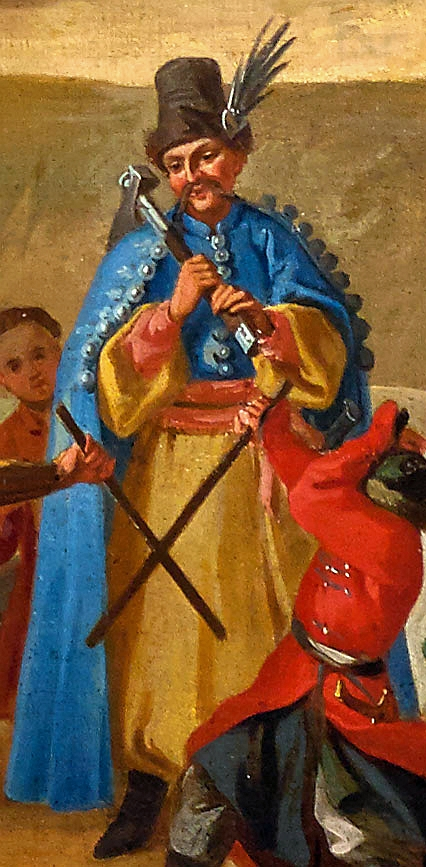
Walka na palcaty podczas sejmu elekcyjnego 1697 roku (Elekcja Augusta II)

Palcat – broń drzewcowa, forma kija bojowego stosowana jako broń ćwiczebna przy nauce szermierki szablą.
Palcat jest kijem o długości od 80 centymetrów do 1 metra, o średnicy ok. 2,5 cm, wykonanym z twardego drewna, często zaopatrzony w kosz (tradycyjnie wykonany z wikliny).
Walka na palcaty była również znaną formą rekreacji wśród młodzieży aż do II wojny światowej. 